# Google Mars
Google Mars är ett interaktivt kartsystem utvecklat av Google. Tjänsten var från början tillgänglig via en webbsida liknande Google maps, men ingår numera även i Google Earth, sedan lanseringen av version 5. Versionen i Google Earth är mycket mer detaljerad än webbversionen.
Google Mars fungerar som Google Earth, men kartlägger istället planeten Mars. Tjänsten är framtagen för allmänheten i samarbete med vetenskapsmän på NASA vid Arizona State University.
Användaren får fram en 3D-modell av planeten Mars och kan vända, vrida och zooma in på den, precis som jorden i Google Earth. När användaren zoomar in på ett område laddas nya bilder ner för området. I Google Mars finns även panoramabilder tagna på Mars yta av rymdsonderna Spirit och Opportunity, information om deras färdväg på planeten, information olika platser på planeten, med mera.